# Haltestelle Wien Hirschstetten

Die Haltestelle Wien Hirschstetten befindet sich im 22. Wiener Gemeindebezirk, in der Katastralgemeinde Hirschstetten. Sie befindet sich an der Marchegger Ostbahn und stellt halbstündlich eine direkte Verbindung im Verkehrsverbund Ost-Region zum Wiener Hauptbahnhof her. Weiters halten hier stündlich Regionalzüge von Wien Hauptbahnhof nach Raasdorf oder Marchegg.

## Geschichte
Die Haltestelle Hirschstetten-Aspern wurde 1885 eröffnet. Seit Ende 1981 halten hier Züge der S80, wofür die Strecke zwischen Erzherzog-Karl-Straße und Hausfeldstraße elektrifiziert und die Haltestelle komplett erneuert wurde. Ende 2004 wurde sie von Hirschstetten Aspern in Wien Hirschstetten umbezeichnet.

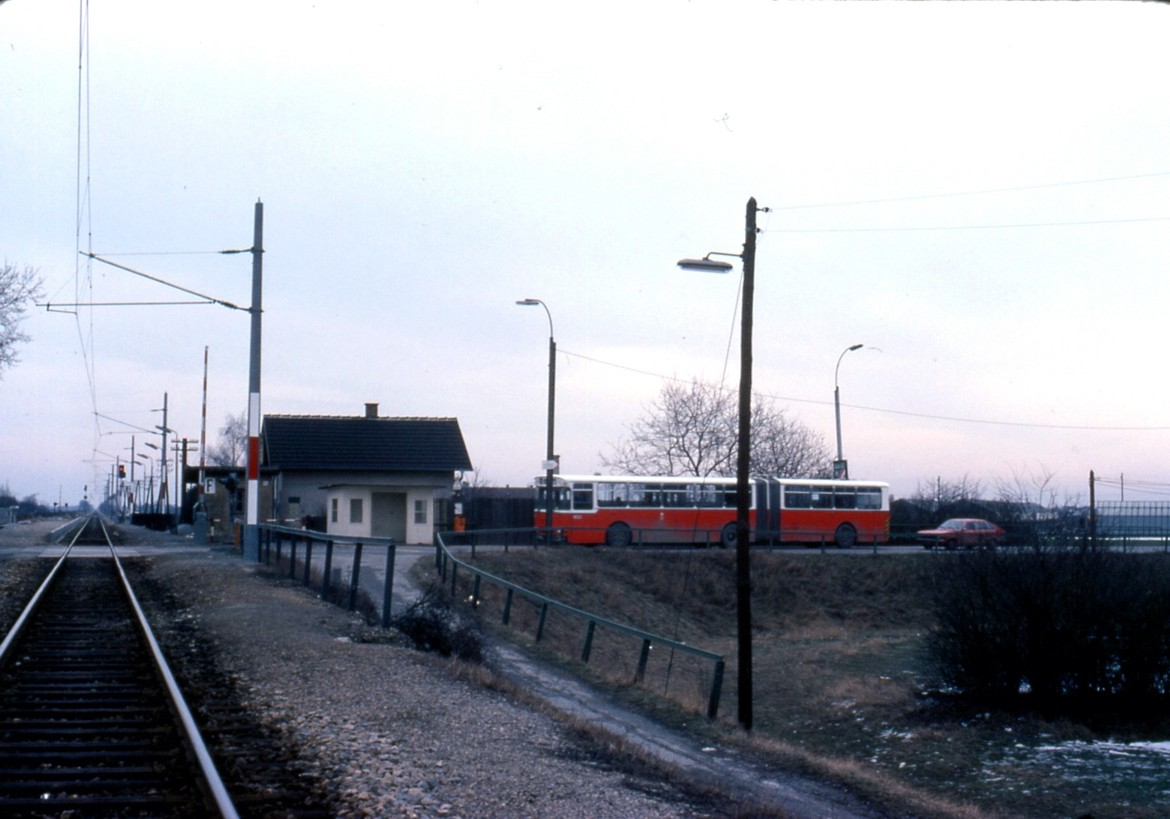
Haltestelle Wien Hirschstetten, 1980

Am 7. Juni 1886 wurde die Strecke Floridsdorf – Hirschstetten – Groß-Enzersdorf der Dampftramway-Gesellschaft vormals Krauss & Comp. feierlich eröffnet. Diese Linie überquerte, am Rand der Hirschstettner Straße auf einem eigenen Gleiskörper verkehrend, niveaugleich das Gleis der Marchegger Ostbahn westlich der hier beschriebenen Haltestelle. Die Sicherung erfolgte mittels eines eigenen Halbschrankens für das eine Tramway-Gleis. 1922 wurde die Dampftramway elektrifiziert und auf Straßenbahnbetrieb umgestellt, seither hielten an der Haltestelle Hirschstetten-Aspern Züge der Linien 217 und 317. Die niveaugleiche Kreuzung mit der Marchegger Ostbahn blieb unverändert erhalten. Mitte 1970 wurde der Straßenbahnbetrieb in diesem Abschnitt aufgegeben, nicht zuletzt wegen dieser außergewöhnlichen Kreuzung. Seither verkehrten Busse als Ersatz, wobei das Angebot in letzter Zeit stark ausgedünnt wurde.

## Ausbau
Zwischen 2016 und 2018 wurde die Marchegger Ostbahn zwischen Wien Erzherzog-Karl-Straße und Wien Aspern zweigleisig ausgebaut. Während der Errichtung eines Ersatzgleises nördlich des bestehenden Bahndammes und der Errichtung eines Ersatzbahnsteiges in der Guido-Lammer Gasse war der Betrieb der S80 eingestellt. Die Züge der Schnellbahn verkehrten nur bis Erzherzog-Karl-Straße. Seit Abschluss der Arbeiten endet die S80 auch nicht mehr in Hirschstetten, sondern wurde bis zur neuen Station Wien Aspern verlängert, wobei die Station Wien Hausfeldstraße aufgelassen wurde.  Im Zuge der Arbeiten wurde die Haltestelle Hirschstetten komplett neu in Hochlage mit einem 160 m langen und rund 7,5 m breiten Mittelbahnsteig errichtet, westlich und östlich davon kreuzen die Hirschstettner Straße und der Contiweg mittels Unterführung niveaufrei die Bahn. Für mobilitätseingeschränkte Personen wurde pro Aufgang ein Lift installiert.

## Linien im Verkehrsverbund Ost-Region
Es halten in der Nähe der Station Hirschstetten seit 5. Oktober 2013 die Busse der Linie 22A, weiters verkehren in der Schulzeit zur Hauptverkehrszeit Busse der Linien 95B und 98A direkt bei der Station.